# Francheville (Métropole de Lyon)
Francheville (provencalisch: Franchevéla) ist eine südfranzösische Gemeinde mit 15.664 Einwohnern (Stand 1. Januar 2022) in der Métropole de Lyon in der Region Auvergne-Rhône-Alpes. Francheville gehörte bis 2015 zum Kanton Tassin-la-Demi-Lune.

## Geographie
Die Stadt Francheville liegt in unmittelbarer Nähe zu Lyon.

### Nachbargemeinden
- Lyon
- Tassin-la-Demi-Lune
- Brindas
- Craponne
- Sainte-Foy-lès-Lyon
- Chaponost

## Geschichte
Francheville ist historisch gesehen der erste Vorort Lyons. In römischer Zeit gewinnt «Franca Villa» an Bedeutung. Wichtige Handelsstraßen führen über sein Territorium nach Lugdunum, der Hauptstadt des gallo-römischen Reiches.
Im Jahre 1193 ließ der Erzbischof Renaud De Forez eine Burg auf dem Hügel über dem Tal des Yzeron errichten, um seine Ländereien gegen feindliche Übergriffe zu schützen. Zwischen 1624 und 1642 ließ Kardinal de Richelieu das „castel de Francheville“ niederreißen, da er die strategische Bedeutung der Stadt vor den Toren Lyons fürchtete.

### Einwohnerentwicklung
Die Bevölkerung entwickelte sich wie folgt:
| Jahr                       | 1962  | 1968  | 1975  | 1982  | 1990   | 1999   | 2006   |
| Einwohner                  | 4.064 | 4.932 | 8.099 | 9.500 | 10.863 | 11.324 | 11.667 |
| Quellen: Cassini und INSEE |       |       |       |       |        |        |        |

## Politik

### Bürgermeister
Bürgermeister ist der Sozialist René Lambert, der bis 2014 gewählt ist. Er ist gleichzeitig Vizepräsident der Métropole de Lyon und nebenbei Rechtsanwalt.

### Städtepartnerschaften
Francheville unterhält mit folgenden Städten Partnerschaften:
- Hanau-Steinheim, Deutschland, seit 1972
- Loano, Italien, seit 2003

## Sehenswürdigkeiten
- Le Fort du Bruissin
- Le Vieux Château
- Römisches Aquädukt

## Söhne und Töchter der Stadt
- Pierre-François Lacenaire (1803–1836), französischer Dichter